# 조남석
조남석(趙南錫, 1981년 8월 13일~)은 대한민국의 유도 선수이다.

## 경력
2005년 5월 타슈켄트에서 열린 2005년 아시아 선수권 대회 -60kg급에서 금메달을 획득했다. 같은 해 9월 카이로에서 열린 2005년 세계 선수권 대회에서 동메달을 획득했다.